# Milovaní (film)
Milovaní (v originále Les Bien-aimés) je francouzský hraný film z roku 2011, který režíroval Christophe Honoré podle vlastního scénáře. Snímek byl premiérově uveden jako závěrečný film filmového festivalu v Cannes dne 22. května 2011.

## Děj
V roce 1964 je Madeleine prodavačkou obuvi v Paříži, kde potkává Jaromila, mladého českého lékaře, do kterého se zamiluje. V roce 1968 žijí manželé v Praze se svou dcerou Vérou. V době Pražského jara Madeleine zjistí, že ji Jaromil podvádí. Poté se rozhodne vrátit se do Francie sama se svou dcerou.
V roce 1978 se Madeleine provdá za Françoise, člena Republikánské gardy. Jaromil, který přijíždí do Paříže na konferenci, přesvědčí Madeleine, aby s opět začala žít. Zůstane ve Francii pokud ukončí svůj vztah s Françoisem. Madeleine váhá, takže z jejich vztahu sejde.
V roce 1997 Véra doprovází svého kolegu a milence Clémenta do Londýna, aby propagoval jednu ze svých knih. V nočním klubu ji přitahuje Henderson, americký hudebník. Ten jí sdělí, že je gay, a zároveň k ní cítí silnou přitažlivost. Véra je zmatená a uteče, ale nedokáže na něj zapomenout. Henderson ji o několik dní později vyhledá v Paříži a mají spolu sex. Když se to dozví, Clément, je velmi rozčilený. Madeleine žije s Françoisem již několik let v Remeši a Jaromila občas vídá, když je v Paříži. Dávní milenci se už léta nedokážou oddělit. Jednoho dne se Jaromil cestou do hotelu poblíž nádraží Gare de l'Est, kde na něj Madeleine čeká, stane účastníkem nehody a zemře.
V roce 1998 se Véra, která myslí jen na Hendersona, vrací do Londýna. Vysvětlují si své pocity. Véra nedokáže ovládnout svou přitažlivost k Hendersonovi a je ochotna přijmout jen tolik lásky, kolik jí Henderson dokáže dát. Ten jí také vyznává lásku, ale zároveň jí sdělí, že před několika měsíci riskoval nechráněný sexuální vztah s HIV pozitivním milencem. Myslí si, že je nakažený, ale ze strachu čelit realitě není schopen podstoupit test. Jejich vztah se rozpadá.
V roce 2001 se Véra rozhodne odletět za Hendersenem do New Yorku. Kvůli útokům z 11. září se ale setkají v Montréalu. Řekne mu, že s ním stále chce mít dítě, a to s pomocí léků, které by měly zabránit kontaminaci matky a embrya. Henderson přijíždí se svým přítelem. Véra posléze spáchá sebevraždu užitím Hendersonových léků.
V roce 2007 přijíždí Clément na Françoisovo naléhání do Remeše na oslavu Madeleineiných narozenin. Clément stejně jako Madeleine se stále těžce vyrovnává se smrtí Véry. Společně se vracejí do Paříže na místo, kde se Jaromil a Madeleine v 60. letech setkali.

## Obsazení
| Catherine Deneuve     | Madeleine              |
| Chiara Mastroianniová | Véra                   |
| Ludivine Sagnier      | mladá Madeleine        |
| Louis Garrel          | Clément                |
| Miloš Forman          | Jaromil                |
| Paul Schneider        | Henderson              |
| Rasha Bukvic          | mladý Jaromil          |
| Michel Delpech        | François Gouriot       |
| Guillaume Denaiffe    | mladý François Gouriot |
| Kate Moran            | Clémentova snoubenka   |
| Zuzana Kronerová      | paní Passerová         |
| Václav Neužil         | Jaromilův bratr        |
| Pavel Liška           | Karel                  |
| Zuzana Zlatohlávková  | Mladka                 |

## Ocenění
- César: nominace v kategorii nejlepší filmová  hudba (Alex Beaupain)